# Monarda russeliana
Monarda russeliana är en kransblommig växtart som beskrevs av Thomas Nuttall och John Sims. Monarda russeliana ingår i släktet temyntor, och familjen kransblommiga växter. Inga underarter finns listade i Catalogue of Life.